# Manuel Mellán
Manuel Adrián Mellán Heredia (Pisco, Perú, 12 de septiembre de 1945), es un exfutbolista peruano que jugaba como delantero. Es hermano menor de  Fernando Mellán y sobrino de Cornelio Heredia.

## Trayectoria
Llegó de Pisco a Lima a los 9 años. Se inició en las calles del barrio el Porvenir en el Distrito de La Victoria donde también jugaba Hugo Sotil.  
Empezó su carrera como futbolista en el Atlético Deportivo Olímpico de su ciudad en el 1964, en donde marcó muchos goles y tuvo actuaciones destacables.

### Mariscal Sucre
En el año 1967, Luego de algunos años probándose en equipos, su tío Cornelio Heredia lo llevó a probarse al Club Mariscal Sucre de Deportes donde inició su carrera profesional como goleador, en el equipo le bastó jugar pocos partidos para anotar diez goles en 1968, lamentablemente su actuación no pudo salvar del descenso al club.

### Juan Aurich
A inicios de 1969 fue fichado por el Juan Aurich de Chiclayo. Jugó dieciséis partidos y anotó dos goles en el Campeonato Descentralizado 1969.

### Octavio Espinosa
A mediados del 1970 fue transferido al Club Octavio Espinosa de Ica.

### Deportivo Municipal
En 1971 es contratado por el Deportivo Municipal, equipo con el que jugó más de 140 partidos y anotando 67 goles.
Convirtiéndose en unos de los jugadores revelaciones del futbol peruano en esos años y posicionandose como el cuarto goleador histórico del 'Muni'.

### Juan Aurich
A inicios del 1975, teniendo varias ofertas, incluso descartando propuestas de clubes de Ecuador y Colombia. Se declina a ponerse nuevamente la camiseta del Juan Aurich, haciendo un gran semestre con el club chiclayano y reivindicándose con la primera experiencia en el club.

### Atlético Chalaco
En el 1976 llegó al Atlético Chalaco donde realizó una de sus mejores temporadas, anotando 24 goles en su paso por el club del puerto. 

### Deportivo Municipal
A fines de 1977, fue anunciado el regreso del atacante al 'Muni' después de casi 4 años, pero esta vez no llegó a consagrarse, perdería el puesto de titular, a fines del siguiente año resciende contrato.

### Atlético Chalaco
Atlético Chalaco le volvió a abrir las puertas, pero para el futbolista ya habían pasado sus mejores años, y eso se notó en su regreso al Callao, decide ponerle fin a su carrera profesional ese mismo año.

## Clubes
| Club                        | País | Año       |
| --------------------------- | ---- | --------- |
| Atlético Deportivo Olímpico | Perú | 1964      |
| Mariscal Sucre              | Perú | 1967-1968 |
| Juan Aurich                 | Perú | 1969      |
| Octavio Espinosa            | Perú | 1970      |
| Deportivo Municipal         | Perú | 1970-1974 |
| Juan Aurich                 | Perú | 1975      |
| Atlético Chalaco            | Perú | 1976-1977 |
| Deportivo Municipal         | Perú | 1978      |
| Atlético Chalaco            | Perú | 1979      |

## Palmarés

### Distinciones individuales
| Distinción                                                | Año  |
| --------------------------------------------------------- | ---- |
| Máximo goleador de la Primera División de Perú (25 goles) | 1971 |